# Universidade de Leiden
A Universidade de Leiden, ou, na sua forma portuguesa, de Leida (em neerlandês:  Universiteit Leiden), localizada na cidade de Leiden, é a mais antiga universidade dos Países Baixos. A universidade foi fundada em 1575 por Guilherme I, príncipe de Orange, líder da Revolta Holandesa durante a Guerra dos Oitenta Anos. A Família Real Holandesa e a Universidade de Leiden continuam a manter uma relação próxima; as rainhas Juliana e Beatriz e o príncipe Guilherme Alexandre são antigos estudantes.
A Universidade de Leiden tem seis faculdades, mais de 50 departamentos e uma excelente reputação internacional. Em 2012, foi a universidade dos Países Baixos mais bem classificada no Times Higher Education World University Rankings, onde foi considerada a 64ª melhor universidade do mundo. O ranking Shanghai Jiao Tong University, de 2011, considerou a Universidade de Leiden a 65ª melhor universidade do mundo. O Times Higher Education World University Rankings classifica recorrentemente a Universidade de Leiden como a melhor da Europa Continental na área das Artes e Humanidades. A universidade está associada a dez líderes e primeiros-ministros dos Países Baixos, incluindo o atual primeiro-ministro Mark Rutte; oito líderes estrangeiros, entre os quais o sexto presidente dos Estados Unidos John Quincy Adams; dois secretários gerais da NATO; e dezesseis recipientes do Prémio Nobel (incluindo Albert Einstein e Enrico Fermi). A universidade ganhou especial relevo durante o Século de Ouro dos Países Baixos, quando académicos de toda a Europa foram atraídos para a República das Sete Províncias Unidas dos Países Baixos devido ao seu clima de tolerância intelectual e à reputação internacional de Leiden. Durante este período, Leiden foi a base de figuras como René Descartes, Rembrandt, Hugo Grotius e Baruch Spinoza. A universidade é membro do Grupo Coimbra, do Europaeum e da League of European Research Universities.

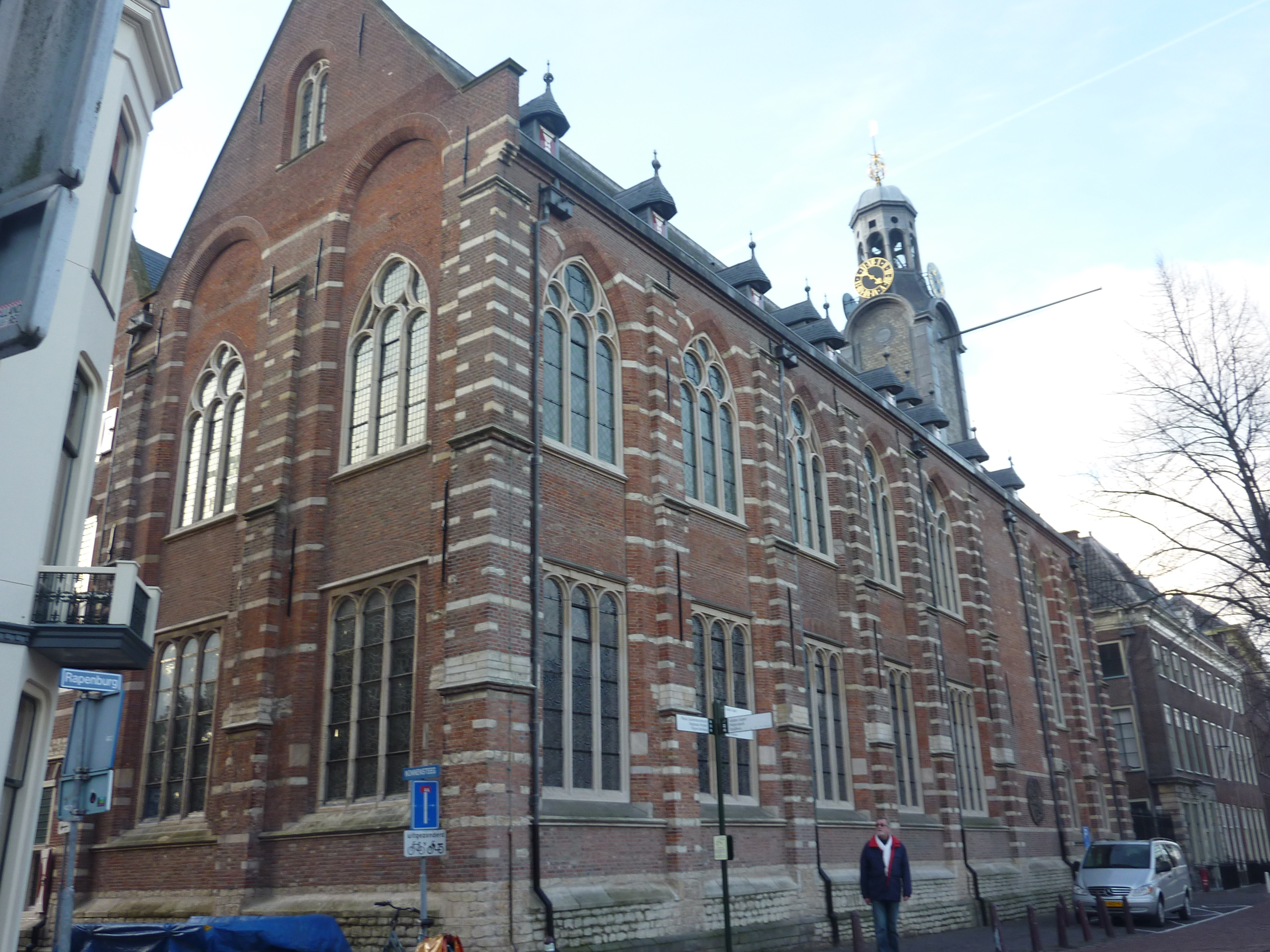
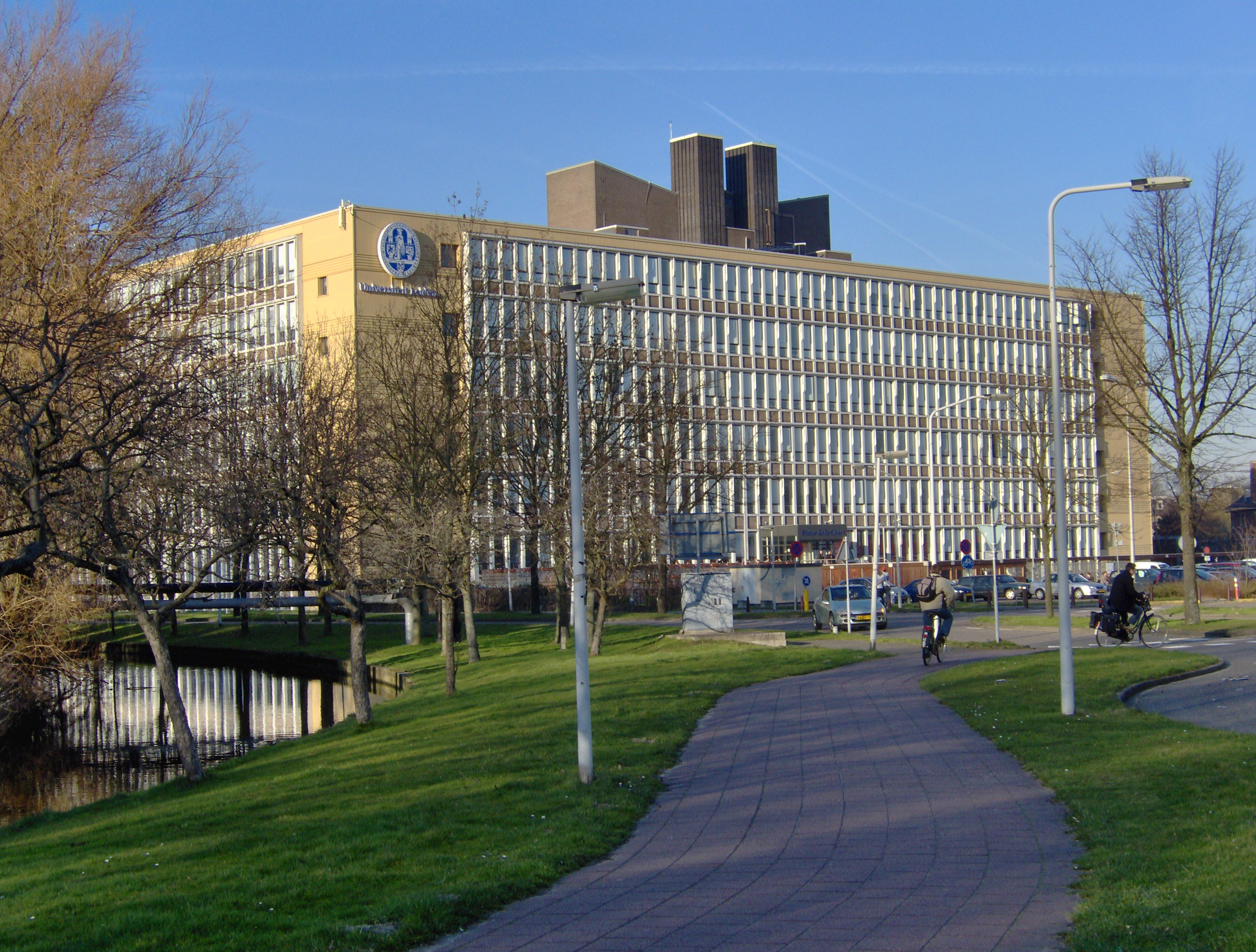
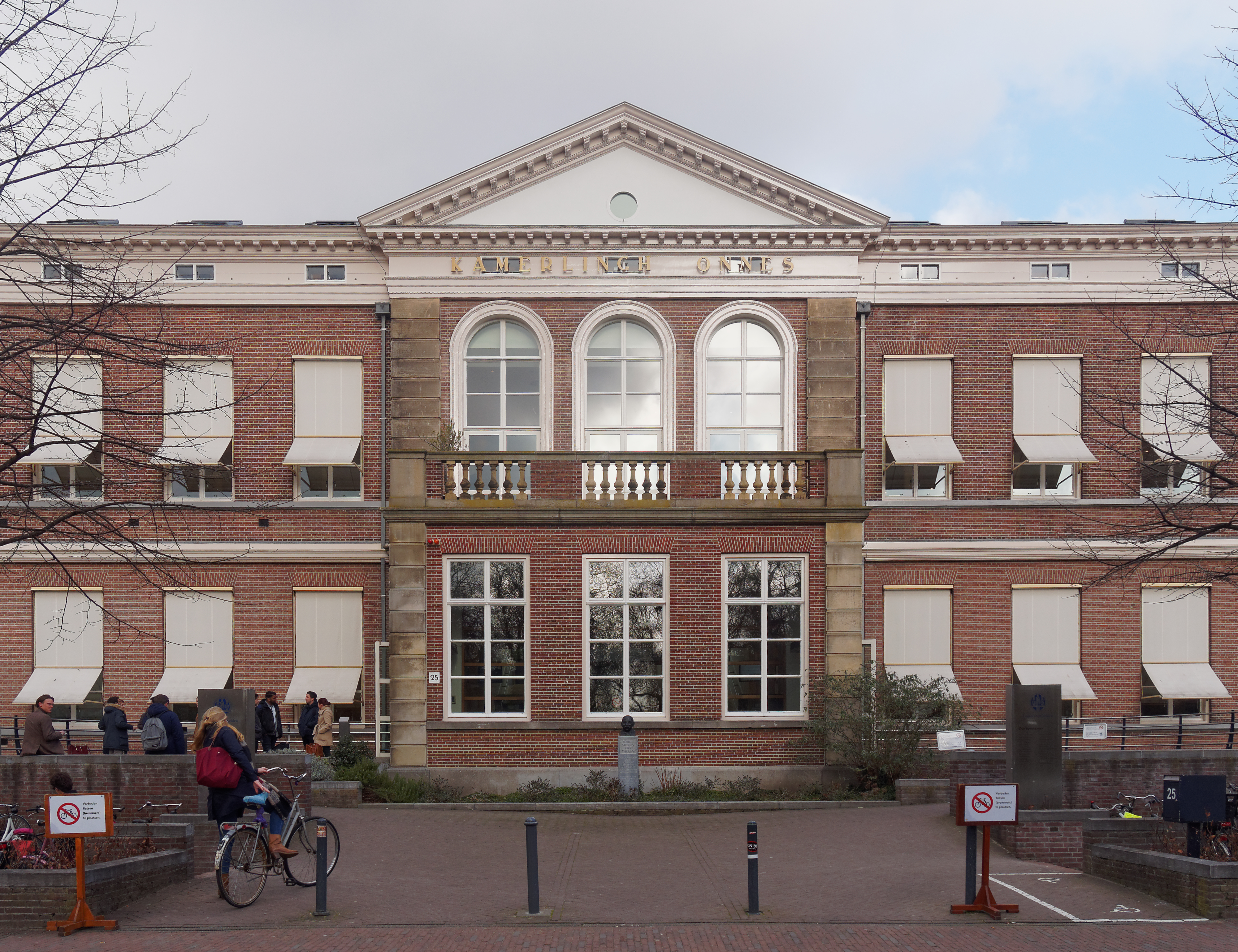
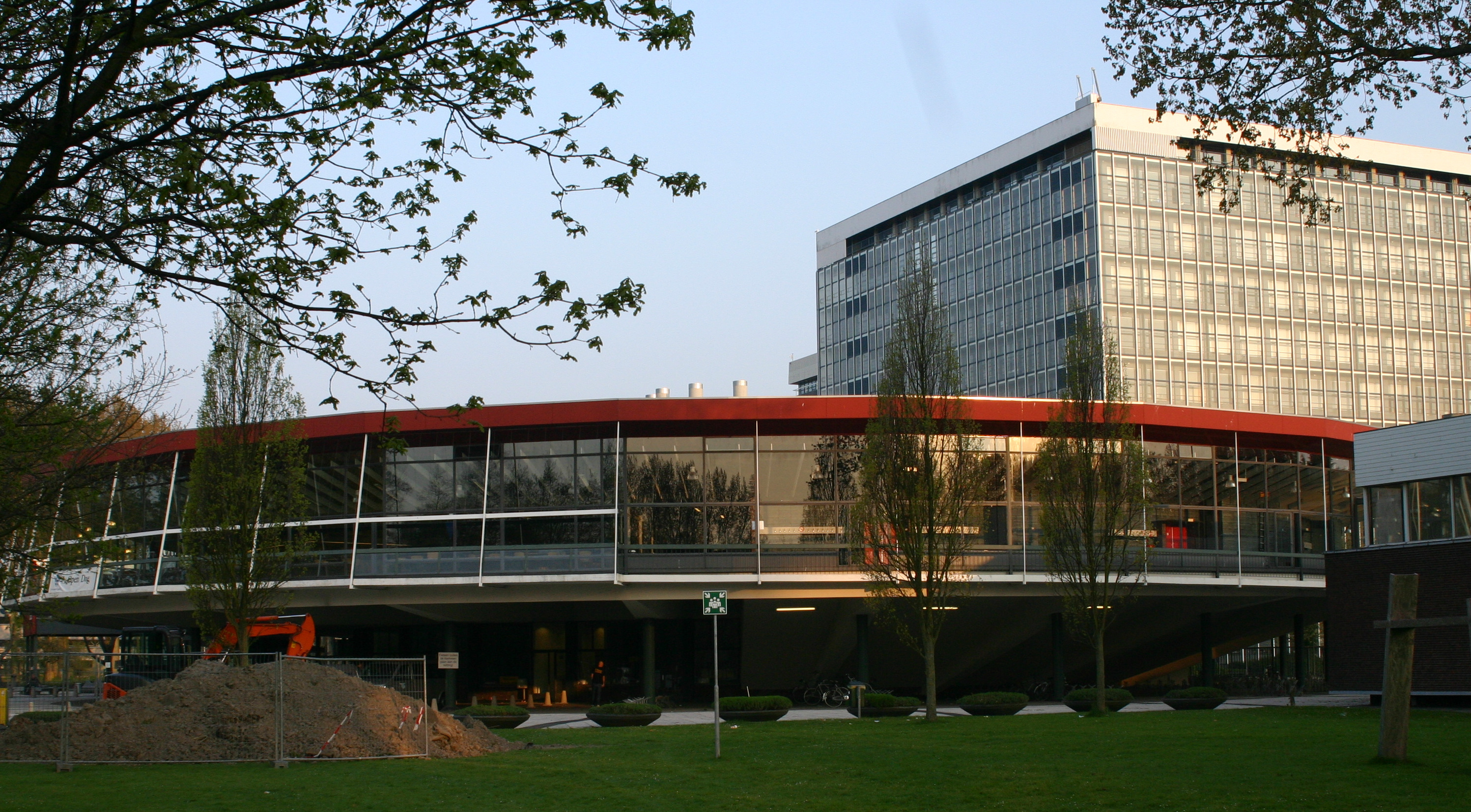
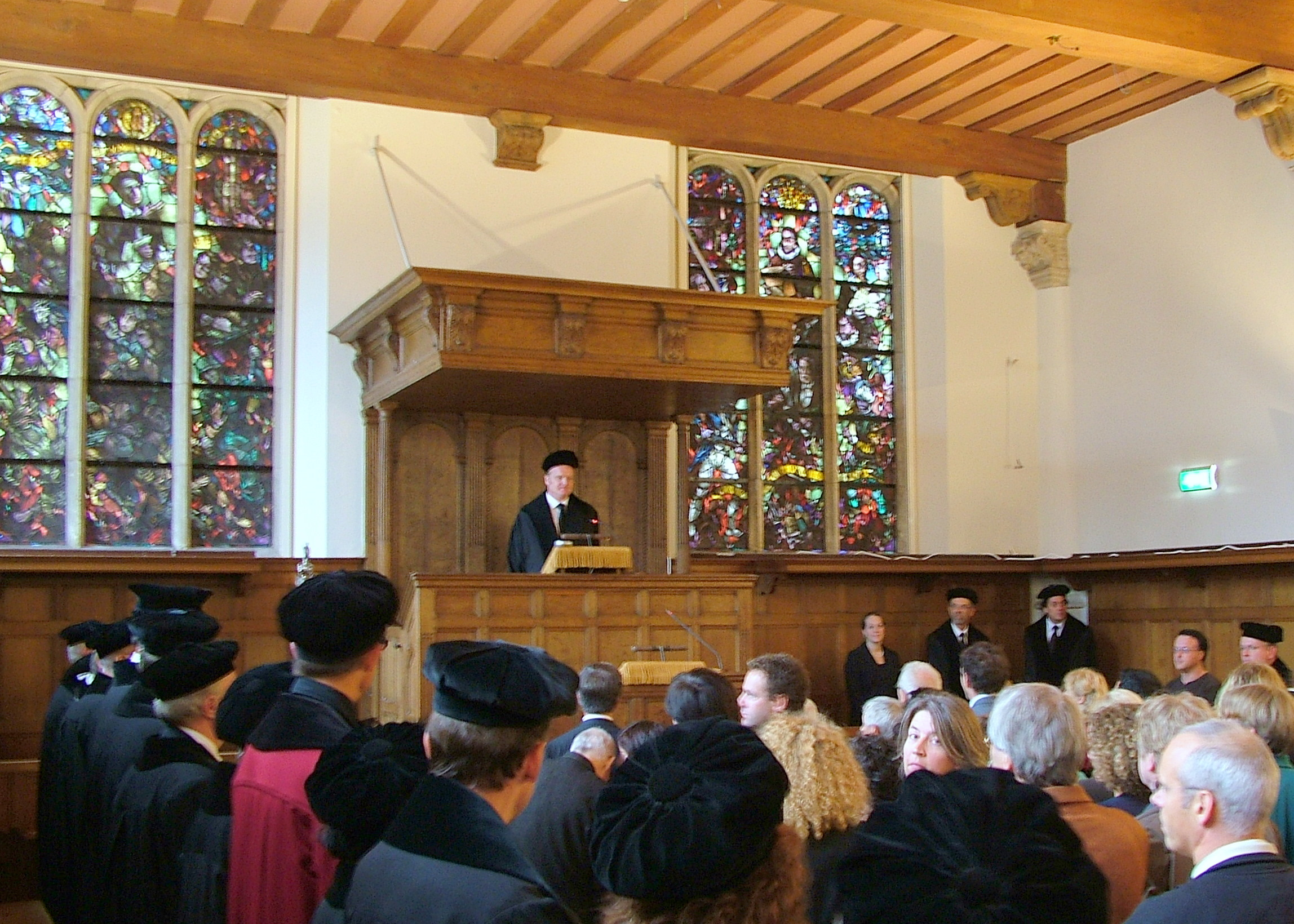

A Universidade de Leiden alberga mais de 40 institutos de pesquisa nacionais e internacionais.